# Großer Geigenrochen
Der Große Geigenrochen (Rhynchobatus djiddensis), auch Schulterfleck-Geigenrochen oder Riesengeigenrochen genannt, lebt im Flachwasser in Tiefen von 2 bis 50 Metern im Roten Meer und im tropischen Indopazifik von Südafrika bis nach Neukaledonien und dem südlichen Japan.

## Merkmale
Die Fische erreichen eine Maximallänge von 3,10 Metern und ein maximales Gewicht von 227 kg. Der Körper ist haiartig mit zwei großen Rückenflossen und einer heterocerken Schwanzflosse mit großem oberen und kleinem unteren Lobus. Sie sind oberseits von grauer oder gelbgrauer Farbe, haben Reihen kleiner, weißer und an der Basis der Brustflossen größere schwarze Flecken. Die Unterseite ist weiß. Ihre Schnauze ist zu einem langen Rostrum ausgezogen, das Maul ist klein, die Zähne abgeflacht.

## Lebensweise

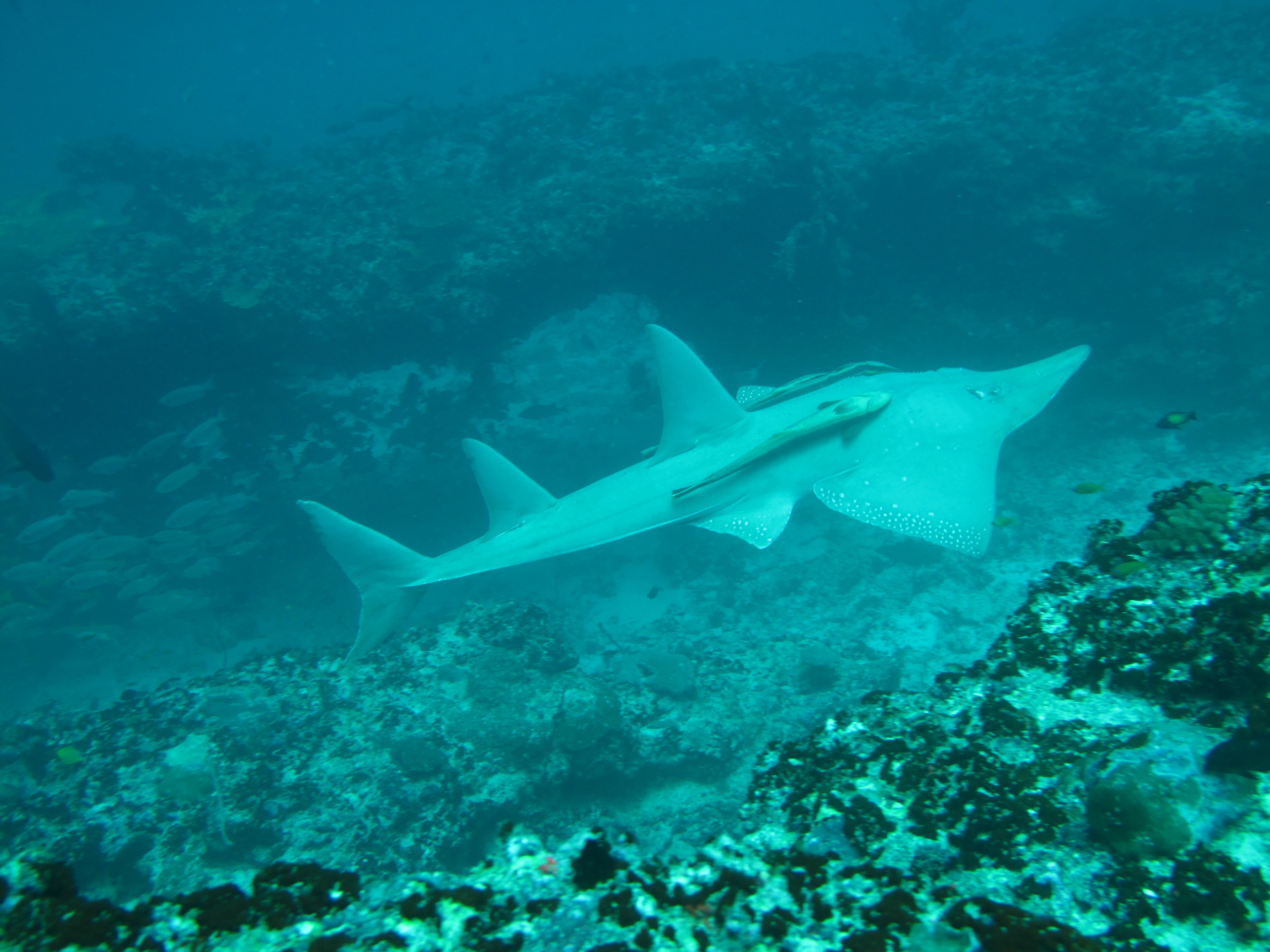
Gitarrenhai oder Großer Geigenrochen vor den Malediven

Große Geigenrochen halten sich meist über Sandflächen in der Nähe von Korallenriffen auf, gehen auch ins Brackwasser von Flussmündungen und schwimmen immer knapp über dem Meeresgrund. Sie ernähren sich von Krabben, anderen großen Krebstieren, Muscheln, kleineren Fischen und Kopffüßern. Sie vermehren sich ovovivipar. Die Jungfische sind bei der Geburt 55 bis 67 Zentimeter lang und erreichen bei einer Länge von 1,50 Metern die Geschlechtsreife.